# 平達科技
平達科技（英文：Planar Systems, Inc.）那斯達克代號PLNR，是一家位在美國奧勒岡州希爾斯伯勒的數位顯示器製造公司。 該公司在1983年從太克公司分拆出去獨立。 
平達科技是美國第一家生產 電致發光 (EL) 數位顯示技術的公司。 平達科技當前正在研發與製造更種不同的顯示技術。
該公司在2013年擁有168萬美元的收入。目前領導平達科技的為 首席執行長 兼總經理的 Gerald K. Perkel。

## 公司沿革

### 1980年代
平達科技最早於1983年由 Jim Hurd, Chris King, John Laney 與其他人基於固態研究與研發團隊從太克公司分拆出來獨立，他們當時的總部位於奧勒岡州的 比佛頓。. 1986年，平達科技中再分拆出一個部門來研發投影技術，是為今日的富可視（InFocus）。

### 1990年代
1991年，平達科技將自己位於芬蘭埃斯波的競爭對手 FinLux 收購，並將其設置為平達科技位在歐洲的總部。 平達科技在1993年由公司高層將公司上市至那斯達克。  平達科技在1994年收購了太客公司的航空顯示器業務，該項收購創造了平達科技短暫的快速發展 1997年，平達科技收購了位在美國威斯康辛州 Lake Mills 的平面液晶顯示器製造公司 Standish Industries。 然而這間工廠在2002年被關閉，並且，平達科技將其生產液晶顯示器的業務轉移到了東南亞國家。

### 2000年代

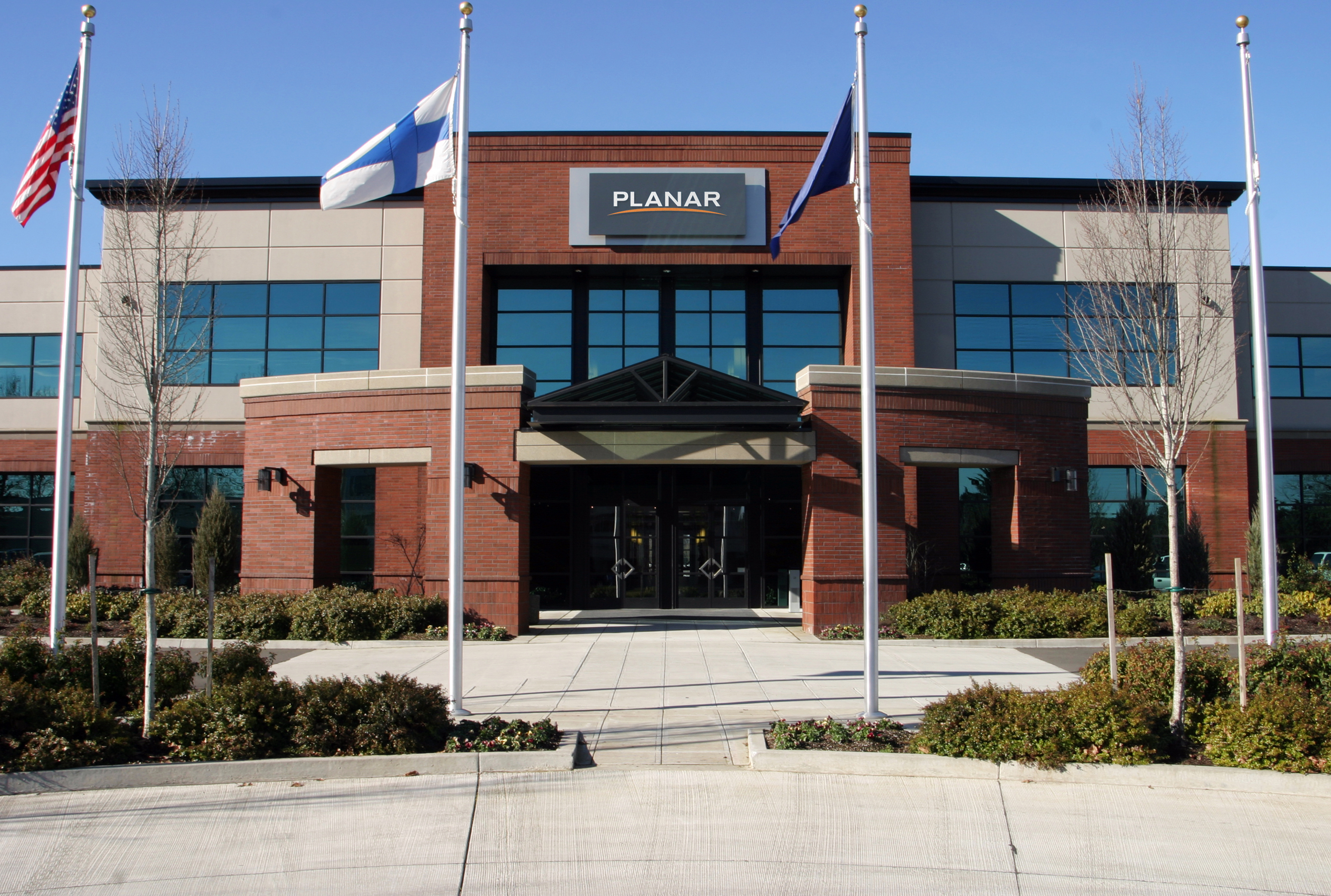
平達科技總部

2002年4月23日，平達科技收購了 DOME Imaging Systems 並成為該公司的醫療業務部門. 2006年9月12日，平達科技再收購了 Clarity Visual Systems 公司（ 該公司由前富可視員工創立），並成立為控制室與廣告業務部門。 2007年5月23日， 平達科技收購了當時客製化家庭劇院高端領導品牌 Runco International。 2008年8月6日， 平達科技將自己的醫療業務部門出售給 NDS Surgical Imaging。

### 2010年代
2012年11月，平達科技宣布出售其 電致發光 業務給生產和研發薄膜塗層設備的 Beneq Oy 公司。 根據交易協定中的基礎收購費用650萬美元中的390萬美元為現金交易，其餘260萬美金為支票支付。

## 業務
平達科技當前在希爾斯伯勒進行電視牆、投影機以及其他相關顯示器的組裝與服務。電致發光 (EL) 數位顯示技術則在2002年被整合進位於芬蘭埃斯波的總部進行生產 其他大面積顯示器的組裝在法國阿爾比

## 資料來源
1. 1 2 3  . Planar Systems. November 20, 2013. （原始内容存档于2013年12月5日）.
2. ↑  A History of Electroluminescent Displays （页面存档备份，存于） J. A. Hart, Indiana University; S.A. Lenway, and T. Murtha, University of Minnesota September 1999
3. ↑  InFocus through the years （页面存档备份，存于） The Oregonian/OregonLive Silicon Forest Blog April 13, 2009
4. ↑  U.S. Project Hobbled by Japan's Lead （页面存档备份，存于） New York Times, December 18, 1990 Section D page 1
5. ↑  "Planar Systems gets in step with area trend to go public". The Oregonian, October 30, 1993
6. ↑  "Planar Inc. maps deal, set to soar". The Oregonian, July 15, 1994
7. ↑  "Standish of Lake Mills Sold to LCD Competitor". The Capital Times, August 27, 1997
8. ↑  Planar Systems Acquires DOME Imaging Systems Portuguese Web Archive的存檔，存档日期2016-05-20 Photonics.com May 1, 2002
9. ↑  Planar buys Clarity for $46M （页面存档备份，存于） Portland Business Journal July 19, 2006
10. ↑  Planar’s Acquisition of Runco: No End to the Party （页面存档备份，存于） CEPro, May 24, 2007
11. ↑  NDS Surgical Imaging buys Dome Imaging Silicon Valley / San Jose Business Journal, August 6, 2008
12. ↑  Planar Announces Sale of Electroluminescent (EL) Business to Beneq[永久]
13. ↑  Planar consolidation means 55 layoffs （页面存档备份，存于） Portland Business Journal, August 16, 2002
14. ↑  2008 10-K Filing[永久] 2008 10-K filing with SEC

## 外部連結
- Google Finance: PLNR （页面存档备份，存于）
- Hoover's Profile of Planar Systems （页面存档备份，存于）
- International Directory of Company Histories, Volume 61 (1990) （页面存档备份，存于） via Answers.com
- Planar Systems topic at New York Times （页面存档备份，存于）